# Hınıs (district)
Hınıs is een Turks district in de provincie Erzurum en telt 32.059 inwoners (2007). Het district heeft een oppervlakte van 1360,3 km². Hoofdplaats is Hınıs.
De bevolkingsontwikkeling van het district is weergegeven in onderstaande tabel.
| 1997   | 2000   | 2007   |
| ------ | ------ | ------ |
| 45.430 | 49.892 | 32.059 |